# Isla de Santa Catalina (España)
La isla de Santa Catalina es una isla española situada en el entorno de la península de Almina, en la ciudad autónoma norteafricana de Ceuta.
En los años 80 y 90 del siglo XX fue sepultada y unida a tierra firme, debido al desmesurado crecimiento de los desechos vertidos en el vertedero de la ciudad.
Actualmente, el Área de Costas y Medio marino del Ministerio de Agricultura, Alimentación y Medio Ambiente inicia las obras de traslado, sellado y acondicionamiento del antiguo vertedero de residuos sólidos urbanos de Santa Catalina de Ceuta, en las cuales se limpió y rehabilitó la isla y su pequeña Fortaleza Circular, usada en el siglo XVIII como cárcel.
Entre la isla y la península de Almina se producen hileros, estos son marcas que se forman en la superficie del agua y cuyo origen es debido a la dirección de una corriente marina. Son zonas en las que hay que extremar la precaución por la fuerza de las corrientes y el paso de la superficie del mar a marejada o, en algunos casos, fuerte marejada. También se conocen en términos marineros como hileros de marea.
Para los ceutíes es una palabra muy conocida, ya que son famosos los Hileros de la Isla de Santa Catalina, junto a la punta de la península Almina, un lugar muy peligroso desde la antigüedad para los navegantes incautos y sitio donde han ocurrido muchos hundimientos de barcos arrastrados contra las rocas por las fuertes mareas.
También en las aguas de Santa Catalina hasta mitad del siglo XX, era muy común ir a pescar por detrás del Cementerio de Santa Catalina pues era un sitio de mucha pesca. 
En aquel lugar arrojaban los mulos y caballos que morían en Ceuta. Al animal fallecido, le ataban una cuerda al cuello, por un extremo y una gran piedra por el otro. La piedra se apoyaba en la popa del bote, y este, a través de la cuerda remolcaba al equino al lugar considerado oportuno, donde dejaban caer la piedra.
Era común pescar meros de más de 10 kg, debido a la sobrealimentación.